# Demae Channel
El Demae Channel Canal de lliurament d'aliments (出前チャンネル) va ser un canal per a la Wii llançat només al Japó que oferia un servei de lliurament de menjar desenvolupat per Nintendo i Denyusha i gestionat per Demaecan. Es va llançar el 26 de maig de 2009, disponible com a baixada gratuïta al Wii Shop Channel. A més, el 8 d'agost de 2013 es va llançar una versió per a Wii U.
El canal permetia als usuaris demanar menjar i begudes d'una llista de restaurants i botigues properes, enviar-los a casa i pagar a l'entrega. El servei es va tancar el 31 de març de 2017.

## Visió general
En iniciar el canal per primera vegada, els usuaris eren portats a un menú on podien introduir la seva adreça i informació personal. Un cop accessible el canal, es podien fer comandes a l'adreça introduïda.
El canal incloïa una llista de tipus d'aliments que els usuaris podien triar (pizza, bento, sushi, menjar japonès, menjar xinès, menjar occidental, curri, menjar de festa, darreries, etc.), amb una opció addicional de ruleta que en triaria un aleatòriament. Cada tipus incloïa una llista de restaurants, botigues i serveis en una àrea, districte o barri proper, juntament amb el temps d'arribada estimat i les hores d'obertura / tancament. Un cop seleccionat un servei, els usuaris podien triar un producte i afegir paràmetres addicionals com ara mida, tipus, ingredients i toppings. Un cop acabada i confirmada la comanda, els usuaris pagaven per ella en el lliurament. S'enviava també un rebut amb el producte demanat al tauler Wii de la consola.
Algunes funcions addicionals incloïen utilitzar cupons, afegir elements a una llista de favorits, comprovar un registre de comandes anteriors i sol·licitar nous restaurants perquè s'hi afegissin. Segons Demaecan, cada mes s'hi sol·licitaven més d'un miler de botigues. El Demae Channel també tenia una banda sonora, amb una cançó diferent per a cada menú i tipus d'aliment, i s'hi van fer diverses campanyes, com ara un sorteig limitat de reproduccions en miniatura dels seus vehicles de lliurament i un altre amb targetes de Nintendo Points.

### Versió de Wii U
El 8 d'agost de 2013, el servei va ser llançat com a programari de Wii U, simplement sota el nom de la companyia, Demaecan (出前館). A diferència de la versió original de Wii, que tenia un disseny i menús originals, la versió de Wii U simplement accedeix al lloc web de l'empresa.

## Tancament
Com que el servei no utilitzava el WiiConnect24, el Demae Channel va romandre accessible després del tancament d'aquest servei. No obstant això, es va anunciar que ambdues versions es retirarien del Wii Shop Channel i la Nintendo eShop el 22 de febrer de 2017, i el servei es va suspendre finalment el 31 de març de 2017.

## Preservació
El canal va rebre molt d'interès, principalment per part d'un públic no japonès, quan el creador de contingut Thomas Game Docs va penjar-ne un vídeo al YouTube al maig del 2019.
El 2020, un grup de fans, desenvolupadors de homebrew per a Wii, va iniciar un projecte per fer un servidor personalitzat per a la Wii no Ma anomenat WiiLink, i l'agost de 2022 s'hi va afegir suport per al Demae Channel. El projecte va permetre l'accés al canal de nou, i els usuaris dels Estats Units i el Canadà podien tornar a demanar pizza a través d'un vincle amb el servei del Domino's Pizza. L'abril de 2023, es va afegir el suport per a Deliveroo, ampliant-ne el suport a més països. En aquesta data, dels Països Catalans només hi poden accedir la Catalunya Nord i l'Alguer.